# 马克·卡米翁科夫斯基
马克·卡米翁科夫斯基（英語：Marc Kamionkowski，1965年7月27日—），男，美国理论物理学家，现任约翰·霍普金斯大学小威廉·R·凯南物理学和天文学教授。研究领域包括粒子物理学、暗物质、宇宙暴胀、宇宙微波背景和引力波。